# Willy Dettmeyer
Willy Dettmeyer (* 1976 in Karl-Marx-Stadt) ist ein deutscher Kameramann.

## Werdegang
Willy Dettmeyer war zunächst als Beleuchter tätig, von 2000 bis 2004 absolvierte er ein Kamera-Studium an der Filmakademie Baden-Württemberg. Seit dieser Zeit ist er als eigenständiger Kameramann aktiv, zu seinen Arbeiten gehören Fernsehfilme und Werbespots.

## Filmografie (Auswahl)
- 2001: NullNull (Kurzfilm)
- 2011: Interview (Kurzfilm)
- 2016: Dolores
- 2017: Hit Mom – Mörderische Weihnachten
- 2016–2021: Tatort (Fernsehreihe)
  - 2016:  Die Wahrheit
  - 2018:  Meta
  - 2018:  KI
  - 2019:  Ein Tag wie jeder andere
  - 2020:  Die Nacht gehört dir
  - 2020:  Parasomnia
  - 2021:  Borowski und die Angst der weißen Männer
  - 2021:  Unsichtbar
- 2023: Der Greif (Fernsehserie)
- 2023: Morin (Fernsehfilm)
- 2024: Ostfriesenschwur